# Václav Nedbal
Václav Nedbal OFM (?- 1683) byl český františkán, kazatel, kvardián několika klášterů. Jako český kazatel působil v 40. a 60. letech v konventu v Jindřichově Hradci, odkud byl v roce 1659 vyslán do Dačic, aby zde se spolubratrem Bedřichem Brukáčem zajistil v novém působišti františkánů vznik nové klášterní komunity a výstavbu kláštera včetně od počátku budované knihovny.
V dačickém klášteře ponechal dva svazky rukopisných latinských kázání, která používal a zřejmě také zapsal a je jejich potenciálním autorem.
P. Nedbal pobýval rovněž v opavském klášteře, kde se nechal ovlivnit místním kultem sv. Barbory, patronky zdejšího řádového chrámu, a pod tímto vlivem napsal české dílo Život sv. Panny Barbory, které vydal v roce 1674 olomoucký tiskař Jan Josef Kylián.
Zemřel velmi oslaben nemocí 26. ledna 1683 v Jindřichově Hradci.